# 더브 테일러

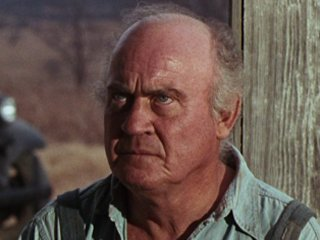

더브 테일러(Dub Taylor, 1907년 2월 26일 ~ 1994년 10월 3일)는 미국의 배우이다.
리치먼드에서 태어났으며 로스앤젤레스에서 사망하였다.

## 출연 작품
- 매버릭 (1994년) - 룸 클럭 역
- 그레이스 (1992년)
- 마이 히어로스 해브 올에이스 빈 카우보이스 (1991년)
- 도박사 4 (1991년)
- 초원의 꿈 (1991년)
- 빽 투 더 퓨쳐 3 (1990년)
- 베스트 오브 타임즈 (1986년)
- 캐논볼 2 (1984년)
- 중고차 소동 (1980년)
- 1941 (1979년)
- 생쥐 구조대 (1977년)
- 마리안의 욕망 (1976년)
- 검은 호수의 창조물 (1976년)
- 최후의 징벌 (1976년)
- 그레이트 스모키 로드블럭 (1976년)
- 포춘 (1975년)
- 하츠 오브 더 웨스트 (1975년)
- 클린트이스트우드의 대도적 (1974년)
- 톰 소여 (1973년)
- 관계의 종말 (1973년)
- 쥬니어 보너 (1972년)
- 겟어웨이 (1972년)
- 라티고 (1971년)
- 진정한 해방 (1970년)
- 말이라 불리운 사나이 (1970년)
- 더 러닝 트리 (1969년)
- 철인들 (1969년)
- 건파이터의 최후 (1969년)
- 리버스 (1969년)
- 반도레로 (1968년)
- 우리에게 내일은 없다 (1967년) - 이반 모스 역
- 위스키 전쟁 (1965년)
- 던디 소령 (1965년)
- 스윗 버드 오브 유스 (1962년)
- 홀 인 더 헤드 (1959년)
- 핫 로드 갱 (1958년)
- 앤티 맘 (1958년)
- 뎀 (1954년)
- 스타 탄생 (1954년)
- 라이딩 하이 (1950년)
- 실버 트레일스 (1948년)
- 왓츠 버진, 커즌? (1943년)
- 스미스씨 워싱톤 가다 (1939년)
- 우리 집의 낙원 (1938년) - 에드 카미카엘 역

### 텔레비전
- 서부를 향해 달려라 (1965년)
- 캐넌 목장 (1967년)
- 119 구조대 (1972년)
- 와일드 번치 (1969년) - 웨인스콧 역
- 보난자 (1959년)
- 선셋 77번가 (1958년)
- 딜론 보안관 (1955년)
- 샤이안 (1955년)
- 디즈니랜드 (1954년) - 시세로 에버하트 역
- 불타는 서부 - 78년 시리즈 (1978년)